# ایکه‌کامی هونمون-جی
ایکه‌کامی هونمون-جی (به ژاپنی: 池上本門寺 Ikegami Honmon-ji) یک معبد نیچیرن-شو در جنوب توکیو است. دیدار مابین سایگو تاکاموری و کاتسو کایشو در ماه چهارم سال ۱۸۶۸ در مورد تسلیم قلعه ادو در این معبد انجام شد. برادر کوچکتر تاکاموری سایگو جودو بنای یادبود این دیدار را در پارک معبد ساخت و برجا مانده است.